# Lepidocephalichthys arunachalensis
Lepidocephalichthys arunachalensis es una especie de peces de la familia Cobitidae en el orden de los Cypriniformes.

## Hábitat
Vive en zonas de clima subtropical.

## Distribución geográfica
Se encuentra en la India.